# 南大郭镇
南大郭镇，是中华人民共和国河北省邢台市信都区下辖的一个乡镇级行政单位。

## 行政区划
南大郭镇下辖以下地区：
西环社区、北大郭社区、南大郭村、北召马村、北小郭村、李马村、赵古庄村、西大郭村、中召马村和南召马村。